# Sven A. Blomberg
Sven Arne Blomberg (født 2. juli 1950) er en dansk erhvervsleder og reserveofficer. Han har siden 1995 været adm. direktør for BRFkredit. Ved BRF's fusion med Jyske Bank i 2014 fortsatte Sven Blomnberg som vice-administererende direktør i Jyske Bank.
Han er vokset op i Vangede, uddannet reserveofficer og er pt. den eneste oberst af reserven i Danmark, studerede samfundsfag på Københavns Universitet, begyndte i Kgl. Brands sekretariat og læste samtidig på Handelshøjskolen i København, hvor han tog en HD i afsætningsøkonomi, senere suppleret med kurser på IMD i Lausanne. Allerede i 1989 blev han adm. direktør for Kgl. Brand og vicedirektør i Skandia Försikring AB.
Han har været bestyrelsesmedlem i Foreningen til unge Handelsmænds Uddannelse, Copenhagen Business School og Finanssektorens Uddannelsespolitiske Udvalg. Han har været formand for Reserveofficersforeningen i Danmark og er medlem af præsidiet for Kredsen Mars og Merkur Danmark og Folk og Forsvar, medstifter af Soldaterlegatet. I 2012 kom det frem, at Forsvarsministeriets konsulentbureau havde opfordret Blomberg til at søge jobbet som ny forsvarschef. Han søgte dog ikke stillingen, fordi han anså sig selv som værende for gammel.
Blomberg er Ridder af 1. grad af Dannebrog, bærer Fortjensttegnet for god tjeneste i forsvarets reserve, Reserveofficersforeningen i Danmarks hæderstegn, Norske Reserveofficerers Forbunds Hæderstegn (2009), Reserveofficersforbundets Fortjensttegn i Guld, Svenske Armés og Flyvevåbens Reserve Officersforbunds fortjensttegn.
Siden 1977 har han været gift med sygeplejerske Bodil Blomberg. Han har tre døtre.